# Friedrich G. Beckhaus
| Friedrich G. Beckhaus                     | Friedrich G. Beckhaus                                     |
| Kattints az alábbi külső linkek egyikére! | Kattints az alábbi külső linkek egyikére!                 |
| ----------------------------------------- | --------------------------------------------------------- |
| Nem található szabad kép.(?)              |                                                           |
| külső link · jogvédett                    | Atan Shubashi szerepében az „Orion űrhajó” tévésorozatban |

Friedrich Georg Beckhaus (Berlin, 1927. december 11. –) német színész, szinkronszínész.

## Élete
A háború után Düsseldorfban, Gustaf Gründgensnél tanult színművészeti ismereteket, majd Hamburgban és Berlinben kapott színpadi fellépési lehetőségeket. Az 1950-es évek végétől számos kisebb-nagyobb szerepet kapott mozifilmekben és a televízióban.
Áttörést és hatalmas népszerűséget szerzett az 1966-ban készült (Magyarországon 1968-ban bemutatott) Őrjárat a kozmoszban – Az Orion űrhajó fantasztikus kalandjai (Raumpatrouille) című televíziós sci-fi sorozatban, Atan Shubashi asztrogátor (űrnavigátor) szerepében, Dietmar Schönherr, Eva Pflug, Claus Holm, Wolfgang Völz és Ursula Lillig mellett. Eredeti magyar szinkronhangját Surányi Imre, a 2002-es újraszinkronizáláskor Galbenisz Tomasz adta.
1971-ben bordélyház-tulajdonost játszott Harald Philipp német rendező Holttest a Temzéből c. krimijében, mely Edgar Wallace művéből készült. Filmszerepei közül említést érdemel még Alfred Vohrer rendező Magyarországon is bemutatott filmdrámája, a Halálodra magadra maradsz (1976), ahol Beckhaus a náci tanácsvezető bírót alakította. Szerepelt német televíziós sorozatok epizódjaiban (A felügyelő,   Az „Öreg”, Derrick, Tetthely, Berlini ügyvéd (Liebling Kreuzberg) és a (Magyarországon be nem mutatott) Stahlnetz-sorozatban is). Szerepelt Andrzej Wajda 1983-as Szerelem Németországban c. filmdrámájában is, mint Zinngruber polgármester, Hanna Schygulla és Armin Mueller-Stahl mellett. 1999-ben Rolf Schübel rendező Szomorú vasárnap (Gloomy Sunday - Ein Lied von Liebe und Tod) c. német–magyar filmjének német nyelvű változatában Tajtelbaum professzor hangját adta. Heinz Schirk rendező 1984-es Die Wannseekonferenz című (az 1942-es wannseei konferenciáról szóló) játékfilmjében Heinrich Müllert, a Gestapo főnökét alakította. 
Igen keresett szinkronszínész, 1967 óta mintegy 700 mozi- és tévéfilm német nyelvű változatában kölcsönözte hangját olyan nemzetközi sztároknak, mint Héctor Elizondo, Peter Boyle, Patrick Stewart vagy Robert Duvall és mások. Hallható volt a Captain Future rajzfilmsorozat német változatában, mint Grag, a robot – aki örökös vitában áll Ottóval, az androiddal, aki Beckhaus Orion űrhajós „kollégájának”, Wolfgang Völznek a hangján szólal meg. Emellett Beckhaus számos német rádiójátékban, hangoskönyvben beszél. A gyermekeknek készült Benjamin Blümchen és Bibi Blocksberg rádiójátékokban „Zwiebelschreck báró” az ő hangján beszél.
2019. május 23-án Berlinben életművéért megkapta a Német Szinkronszövetség díját (Deutscher Preis für Synchron), Luise Lunow (*1932) színésznővel együtt. A díjkiosztó ünnepséget a berlini Tipi am Kanzleramt színházban tartották.
2023 novemberében, 95 éves korában Beckhaus feladta a szinkronszínészi munkát is, és 56 éves aktív pályáját lezárva nyugállományba vonult.

## Magyarországon bemutatott filmjei
- 1966: Őrjárat a kozmoszban – Az Orion űrhajó fantasztikus kalandjai (Raumpatrouille), tv-sorozat, Atan Shubashi
- 1971: A felügyelő (Der Komissar) tévésorozat, A stopposlány (Die Anhälterin) c. epizód, Herr Zollich
- 1971: Holttest a Temzéből (Die Tote aus der Themse), krimi, bordélytulajdonos
- 1975: Aranyásók Alaszkában (Lockruf des Goldes), tévé-minisorozat, egy epizód, Harris Topping
- 1976: Halálodra magadra maradsz (Jeder stirbt für sich allein), filmdráma, a bírói tanács elnöke
- 1977: Az 'Öreg' (Der Alte), krimisorozat, egy epizód, vizsgálóbíró
- 1983: Szerelem Németországban (Eine Liebe in Deutschland), filmdráma, Zinngruber polgármester
- 1985: A klinika (Die Schwarzwaldklinik), tévésorozat, Emberrablás (Die Entführung) c. epizód, Helmut, a rohamcsapat vezetője
- 1974–1986: Derrick, tévé-krimisorozat, több epizód, különféle szerepekben
- 1975–1986: Tetthely (Tatort) tévé-krimisorozat, több epizód, különféle szerepekben
- 1986–1988: Berlini ügyvéd (Liebling Kreuzberg) tévésorozat, Herr Grollmann
- 1997: Bibi Blocksberg animációs tévésorozat, „Zwiebelschreck báró” (német) hangja
- 1999: Szomorú vasárnap (Gloomy Sunday - Ein Lied von Liebe und Tod), filmdráma, Tajtelbaum professzor (német nyelvű narrátor)
- 2003: Orion űrhajó – A visszatérés, moziváltozat (Raumpatrouille Orion – Rücksturz ins Kino), archív jelenetekben.

## Fontosabb (német) szinkronszerepei
- Ed Lauter (Piszkos alku),
- Frank Orth (Dr. Kildare, tévésorozat)
- Harry Dean Stanton (Élet-halál tánc / Slam dance, Veszett a világ / Wild at Heart, Az óriás / The Mighty),
- Héctor Elizondo (Micsoda nő! / Pretty Woman, Szilveszter éjjel / New Year’s Eve),
- Ian Holm (Egy másik asszony / Another Woman, Manhattanre leszáll az éj / Night Falls on Manhattan, Dupla vagy minden / Beautiful Joe),
- Josef Sommer (Bűvölet / Malice, Az elefántkirály / The Elephant King),
- Klaus Kinski (5 per l’inferno, Venom, Revenge of the Stolen Stars),
- Robert Duvall (Az Úr kegyelméből / Tender Mercies, Mint a villám  / Days of Thunder, Zavaros vizeken / A Civil Action, Deep Impact,  Bérgyilkos tangó  / Assassination Tango, Fegyvertársak / Open Range, Leharcolt oroszlánok / Secondhand Lions, A bíró / The Judge)
- Donald Pleasence (Computercide), A sötétség fejedelme / Prince of Darkness),
- Carl Reiner (Ocean’s Eleven – Tripla vagy semmi),
- Roger Hammond: (80 nap alatt a Föld körül, 2004)
- Peter McRobbie: (Brokeback Mountain – Túl a barátságon),
- Peter Mark Richman: (Dinasztia – német címén A Denver-klán tévésorozat),
- James Tolkan: (Remington Steele tévésorozat),
- Eddie Barth: (Shaft tévésorozat),
- Ken Jenkins: (Dokik / Scrubs tévésorozat),
- Dakin Matthews: (Szívek szállodája / Gilmore Girls tévésorozat),
- Andrew Robinson: (Star Trek: Deep Space Nine),
- Patrick Stewart: (A kis lord, 1980).

## További információ
- Friedrich G. Beckhaus a PORT.hu-n (magyarul)
- Friedrich G. Beckhaus az Internetes Szinkronadatbázisban (magyarul)
- Friedrich G. Beckhaus az Internet Movie Database-ben (angolul)
- Friedrich G. Beckhaus a Rotten Tomatoeson (angolul)
- Friedrich G. Beckhaus az AlloCiné weboldalán (franciául)
- Friedrich Georg Beckhaus (német nyelven). Filmdienst.de
- Friedrich G. Beckhaus Profile. famousfix.com. (Hozzáférés: 2023. január 18.)